# Határvölgy (Ukrajna)
Határvölgy (ukránul: Завийка) falu Ukrajnában, Kárpátalján, a Huszti járásban.

## Fekvése
Ökörmezőtől északra, 848 méter tengerszint feletti magasságban fekvő település.

## Nevének eredete
A Zavojka helységnév ruszin eredetű, alapja a román zăvoi ’berek, füves lapály’ (Dr M. 2: 782) vagy az ukrán завій ’szél által hóból vagy homokból létrehozott domb’ (СУМ. 3: 51) főnév, amihez szl. -ka helynévképző kapcsolódik (Bényei 2012a: 112). Nem zárható ki víznévi eredete sem (1904: Zavika patak). A falu nevének magyar Határvölgy alakja 1904-ben a helységnévrendezéskor keletkezett, a történelmi névvel nincs kapcsolatban.

## Története
Határvölgy nevét 1600-ban Zavelyka néven említették (Bélay 221). Későbbi névváltozatai: 1646-ban Zavicska (ComMarmUg. 157–8), 1653-ban Zarodka (Bélay 221), 1780-1781-ben Zavojka, Závojka, 1808-ban Zavojka, 1828-ban Zavijka, Zavojka, 1851-ben , 1892-ben Zavejka, 1898-ban Zavelyka (hnt.), 1907-ben, 1913-ban Határvölgy (hnt.), 1925-ben Závika (ComMarmUg. 157–8), 1944-ben Závika (hnt.), 1983-ban Завийка (Zo).
A magyar Határvölgy nevét 1904-ben, a helységnévrendezéskor kapta. 
2020-ig közigazgatásilag Pereszlőhöz tartozott.

## Népesség
A 2001 évi népszámláláskor 187 lakosa volt.

| 2001 | 187 |